# Georg Friedrich Ayrer

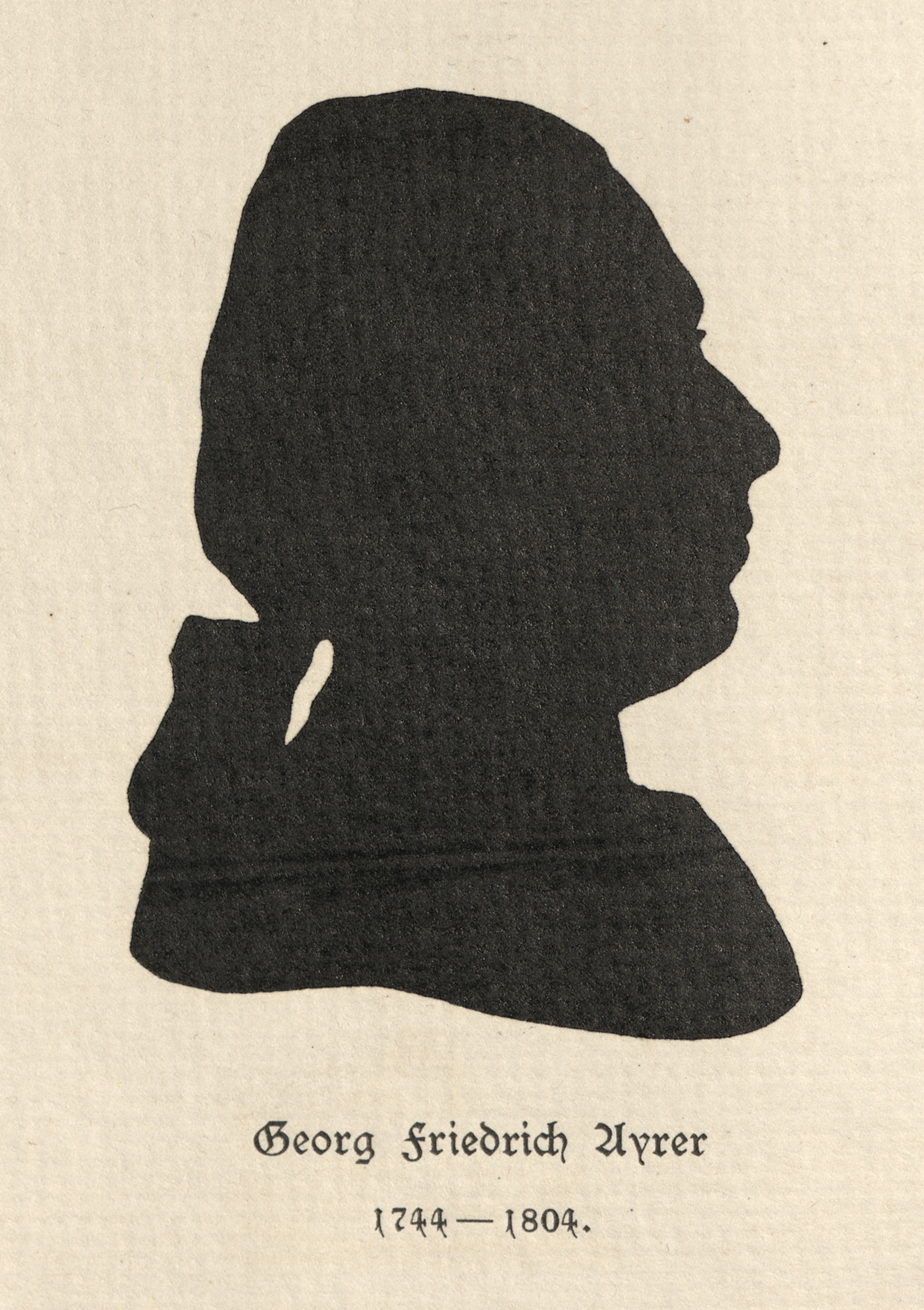
Georg Friedrich Ayrer, Silhouette, um 1780

Georg Friedrich Ayrer (* 23. April 1744 in Neukirchen; † 23. Juni 1804 in Waldenburg) war ein deutscher Silhouetteur, Sammler von Autographen und Jurist.

## Leben und Wirken
Georg Friedrich Ayrer wurde als Sohn des Pfarrers Adam Heinrich Ayrer (1710–1778) im erzgebirgischen Neukirchen nahe Chemnitz geboren. Nach Besuch des Gymnasiums in Chemnitz studierte er von 1762 bis 1767 Rechtswissenschaft an der Universität Leipzig. Förderer Ayrers waren dort Christian Fürchtegott Gellert und Johann Gottlob Böhme, in dessen Haus er auch wohnte. In Leipzig schloss Ayrer Bekanntschaft mit zahlreichen Persönlichkeiten seiner Zeit. In dem Stammbuch, welches er in seiner Studienzeit anlegte, verewigten sich neben Böhme und Gellert unter anderem Christian Garve, Jacob Wilhelm Mechau, Johann Friedrich Doles der Jüngere, Friedrich Wolfgang Reiz, Daniel Schiebeler, Karl Ferdinand Hommel, Christian Rau, Johann Heinrich Winckler, Johann Joachim Schwabe, Carl Wilhelm Müller und Christian August Clodius.
Nach Abschluss seines Studiums ging er durch Vermittlung Gellerts als Hofmeister nach Unterfranken und arbeitete bis 1771 auf Schloss Rentweinsdorf, auf Schloss Eyrichshof und in Erlangen für die Adelsfamilie von Rotenhan. In gleicher Position fand er anschließend eine Anstellung beim späteren Reichsfürsten Otto Carl Friedrich von Schönburg-Waldenburg (1758–1800) auf Schloss Köstritz, Schloss Hartenstein und Schloss Waldenburg. In dieser Zeit begann Ayrer wohl, Silhouetten anzufertigen. 1774 begleitete er den jungen Adligen nach Leipzig, der besuchte die dortige Universität. Im Sommer 1776 bereisten die beiden Norddeutschland, ein Jahr später brachen sie gemeinsam zu einer zweijährigen Grand Tour auf, die sie nach Süddeutschland, in die Schweiz sowie nach Frankreich und England führte. Auf den Reisen lernte er zahlreiche zeitgenössische Persönlichkeiten kennen, die Widmungen in seinem Stammbuch hinterließen und von denen er teilweise Silhouetten anfertigte. Als Beispiele wären Johann Jakob Bodmer und Johann Caspar Lavater in Zürich, Samuel Auguste Tissot und Antoine-Noé de Polier de Bottens in Lausanne, Joshua Reynolds in London, Théodore Tronchin und Johann Georg Wille in Paris, Carl Anton Ferdinand von Forstenburg in Straßburg oder Johann Peter Uz in Ansbach zu nennen. Nach der Grand Tour kehrte Ayrer nach Waldenburg zurück und arbeitete weiter für Otto Carl Friedrich von Schönburg-Waldenburg.
1781 wurde Ayrer Gräflich (später Fürstlich) Schönburgischer Rat und Justizamtmann in Waldenburg, ein Jahr später heiratete er Christiane Eleonore Sebastian, geb. Fuchs (1744–1795). Seine zweite Ehefrau Cristiane Friederike Schlegel (1775–1851) heiratete er 1796, mit ihr hatte er vier Kinder. Ein Urenkel von Ayrer war der Historiker und Bibliothekar Ernst Kroker.
Das auf mehrere Teile angewachsene Stammbuch von Georg Friedrich Ayrer befindet sich im Germanischen Nationalmuseum in Nürnberg, seine etwa 1.370 Silhouetten im Stadtgeschichtlichen Museum Leipzig.

## Schriften
- Valdrighi, Bartolomeo [Praeses], Georg Friedrich Ayrer [Respondent]: Vicissitvdines Foederis Londinensis Anno MDCCXVIII. Icti. Commentatio Historico-Ivridica. [Diss. jur.]. Ex Officina Langenhemia, Leipzig 1765 (online, abgerufen am 13. Juli 2023).